# Файков, Юрий Александрович
Файков, Юрий Александрович (бел. Файкоў Юрый Аляксандравіч; 2 февраля 1969 года, Минск, БССР, СССР) — советский и белорусский хоккеист, нападающий; тренер.

## Биография
Воспитанник минской хоккейной школы «Юность» (тренер — А. Решетняк).
За национальную сборную Беларуси выступал с 1992 по 1993 год. Провел 4 матча.
За юношескую сборную СССР выступал в 1987 году.
В чемпионатах СССР/СНГ/МХЛ провел 104 матча, набрал 24 (13+11) балла, заработал 62 минуты штрафного времени.
В чемпионате Югославии провел 15 матчей, набрал 17 (7+10) баллов, заработал 36 минут штрафного времени.
В чемпионате Беларуси провел 18 матчей, набрал 7 (3+4) баллов, заработал 12 минут штрафного времени.
Участник финального турнира Континентального кубка IIHF (2009) в составе ХК «Керамин».

## Достижения
- чемпион Спартакиады народов СССР (1986).
- Бронзовый призёр юношеского чемпионата Европы (1987).
- Чемпион Беларуси (1994).
- Чемпион Польши (1995).
- Чемпион Беларуси (1996).

## Тренерская работа
В 2000 году Файков начал тренерскую работу, возглавив сборную Объединенных Арабских Эмиратов по хоккею. Там он проработал до 2014 года (с перерывом на 2009-2011 годы). Под руководством Юрия Александровича сборная ОАЭ выигрывала Кубок Азии, становилась второй и дважды участвовала в чемпионата мира по хоккею в Кейптауне (ЮАР) и Люксембурге (третий дивизион).
Также в его карьере тренера были «Шинник» из Бобруйска (2009-2011), юниорская и молодежная сборные Беларуси, «Динамо-Молодечно» и солигорский «Шахтер». С 2014 по 2018 год Файков работал ассистентом главного тренера национальной сборной Беларуси. Под руководством Юрия Александровича «Динамо-Молодечно» показало свои лучшие результаты в истории: команда дошла до финала Кубка Салея и заняла четвертое место в Экстралиге. С солигорским «Шахтером» Файков выигрывал серебро Эстралиги в сезоне 2019/20 и бронзу в сезоне 2020/21 В январе 2022 года покинул пост наставника «горняков».. По итогам сезона 2019/20 он был признан лучшим тренером Беларуси. Следующим местом работы специалиста была команда «Юниор», выступающая в молодежной лиге Беларуси — Высшей лиге. Файков возглавил «Юниор» в мае 2023 года и в прошлом сезоне привел команду к чемпионству Высшей лиги, также став победителем регулярного чемпионата.
В октябре 2024 года назначен новым главным тренером хоккейного клуба «Сокол».